# Katharina Thomsen
Katharina „Tini“ Thomsen (* 28. November 1981 in Hamburg) ist eine deutsche Jazzmusikerin (Baritonsaxophon, Bassklarinette, Arrangement, Komposition).

## Leben und Wirken
Thomsen, die in Wellingsbüttel in einer Musikerfamilie aufwuchs, lernte mit fünf Jahren Klavier. Mit 13 Jahren begeisterte sie der Film „Manche mögen’s heiß“, durch den sie zum Saxophonspielen kam. Mit 15 Jahren wechselte sie vom Tenorsaxophon auf das Baritonsaxophon, das sie auch in der Bigband der Peter-Petersen-Gesamtschule spielte. Mit 18 Jahren wurde sie in das Landesjugendjazzorchester Hamburg aufgenommen und bald auch in die Nils Gessinger Band und ins Bundesjazzorchester unter Leitung von Peter Herbolzheimer. Nachdem sie ihr Studium bei Fiete Felsch an der Hochschule für Musik und Theater Hamburg begonnen hatte, wechselte sie 2004 auf das Conservatorium van Amsterdam, wo sie nach dem Bachelor (2008) ihr Masterstudium 2011 cum laude abschloss.
Seit 2011 arbeitet Thomsen als freie Musikerin, Arrangeurin und Komponistin. 2012 veröffentlichte sie ihr Debütalbum Thomsen in Wonderland mit dem Streichquartett Quartet Quinetique, dem 2014 das rockigere MaxSax und 2017 The Long Ride folgte. Das Album Shift (2019, mit Nigel Hitchcock, Tom Trapp, Mark Haanstra, Joost Kroon) wurde vom NDR als „Jazz-Album der Woche“ gewürdigt, auf dem „die ausgefeilte, durchgestaltete Kraft einer zusammengewachsenen Band“ durch die „Naturgewalten“ der fünf Musiker angetrieben wird. Das Folgealbum Horses & Cranes (2021) enthält „eine erfrischend scheuklappenfreie und wohltuend unbefangene Mischung aus Jazz, Rock, Soul, Funk & Blues“, welche „auf vielfach verblüffende Weise das Ungestüme“ früherer Platten von Thomsen „mit der Raffinesse des Vorgängeralbums Shift verbindet.“
Zudem begleitete Thomsen Dr. John bei Auftritten auf dem North Sea Jazz Festival und dem Montreux Jazz Festival. Weiterhin arbeitete sie etwa mit dem Metropole Orkest, dem Brussels Jazz Orchestra, der hr-Bigband, der David Kweksilber Bigband, dem Amsterdam Jazz Orchestra, Malte Schillers „Red Balloon“ oder Wil Saldens Glenn Miller Orchestra und Konrad Koselleck, aber auch mit Guus Meeuwis, Ellen ten Damme, Corrie van Binsbergen, Alain Clark, Incognito oder The Temptations. Außerdem ist sie Mitglied in der Showband der ProSieben-Sendung Wer stiehlt mir die Show?. Sie ist ferner auf Alben von Othella Dallas, dem Forkolor Saxophone Quartet und Ed Partyka zu hören. 2015 tourte sie mit der Reunion des Saxophonquartetts Itchy Fingers. Sie ist mit dem Saxophonisten Nigel Hitchcock verheiratet.

## Preise und Auszeichnungen
Thomsen nahm 2008 am Metropole Orchestra Arrangers/Composers Workshop mit Vince Mendoza teil. In den Folgejahren erhielt sie Preise beim New Dutch Arrangers Contest (2009) und beim Kompositionswettbewerb des Bujazzo (2010). 2011 war sie dritte Preisträgerin im Arrangement-Wettbewerb der NDR Bigband. 2015 wurde sie mit dem IB.SH-Jazz-Award von JazzBaltica ausgezeichnet. 2016 erhielt sie den Deutschen Musikautorenpreis in der Sparte Jazz/Cross-Over.